# Лісництва (Ульяновська область)
Лісництва (рос. Лесничества) — селище в Інзенському районі Ульяновської області Російської Федерації.
Населення становить 2 особи. Входить до складу муніципального утворення Оськинське сільське поселення.

## Історія
Від 2004 року входить до складу муніципального утворення Оськинське сільське поселення.

## Населення
| 2010 |
| ---- |
| 2    |